# 普兰蝇子草
普兰蝇子草（学名：Silene puranensis）为石竹科蝇子草属的植物，是中国的特有植物。分布于中国大陆的西藏等地，生长于海拔5,000米的地区，多生长于砾石滩，目前尚未由人工引种栽培。

## 别名
普兰女娄菜（西藏植物志）